# Magdeleine Godard

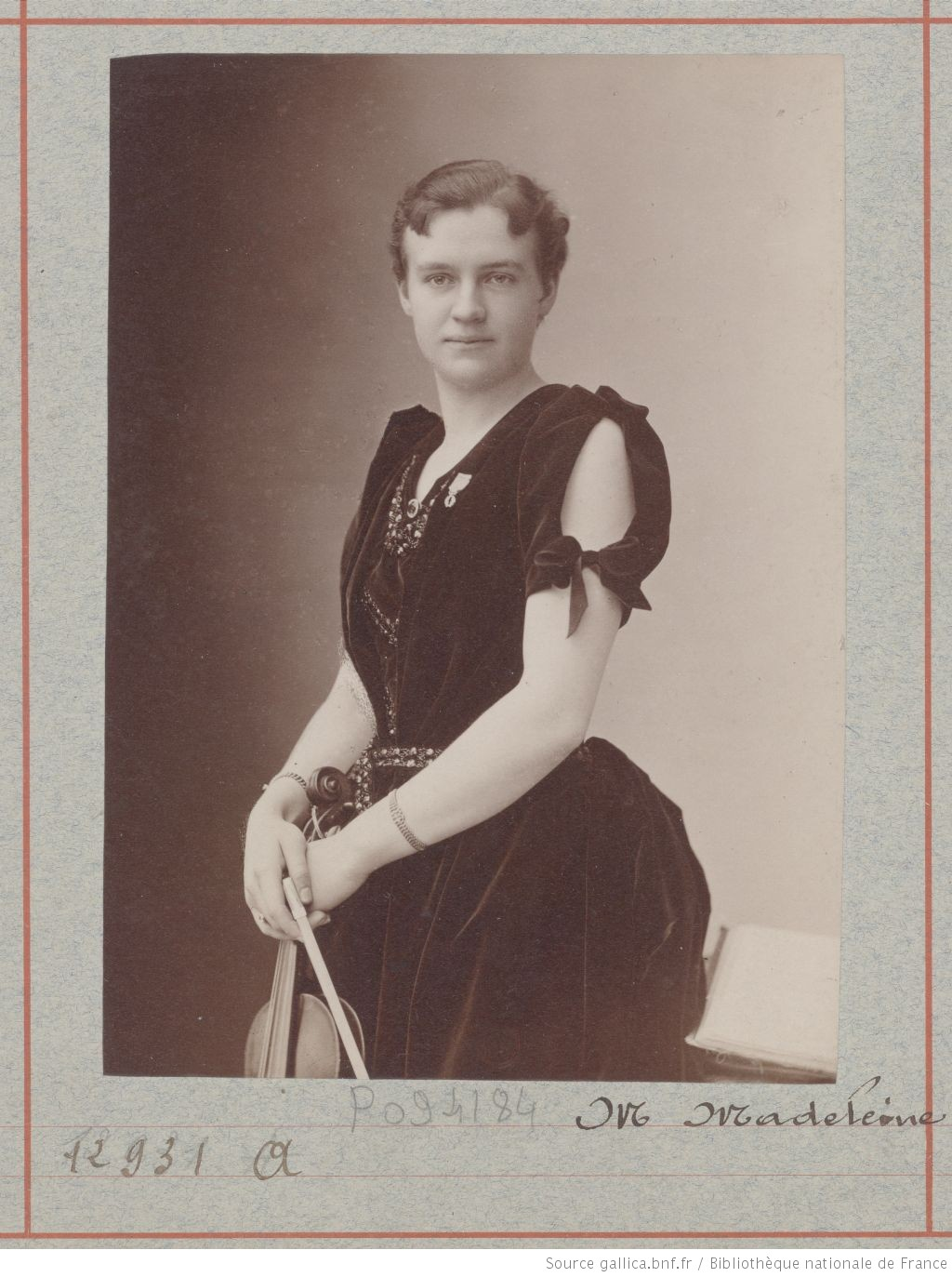
Magdeleine Godard fotografata dall’atelier Nadar

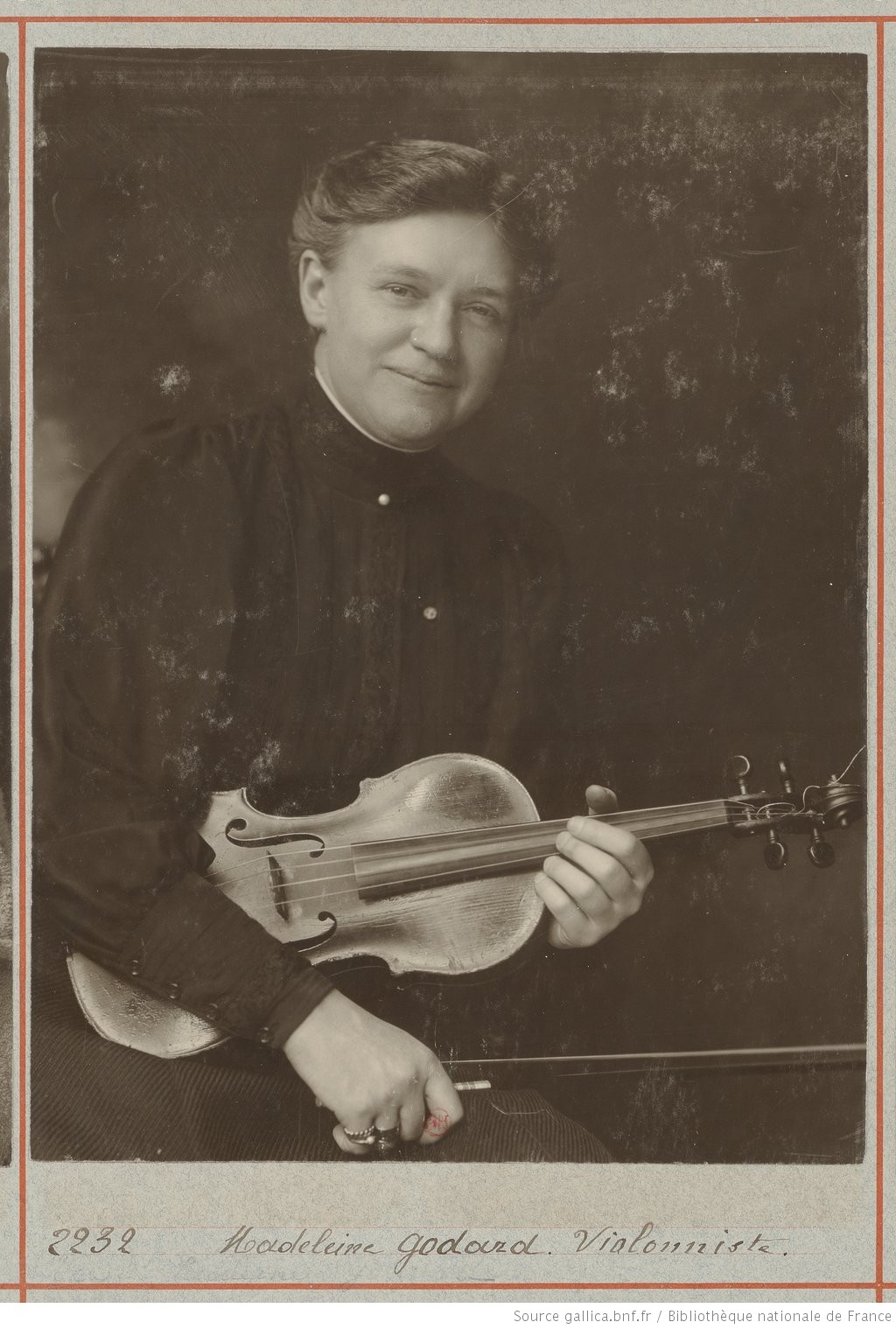
Magdeleine Godard fotografata dall’atelier Nadar

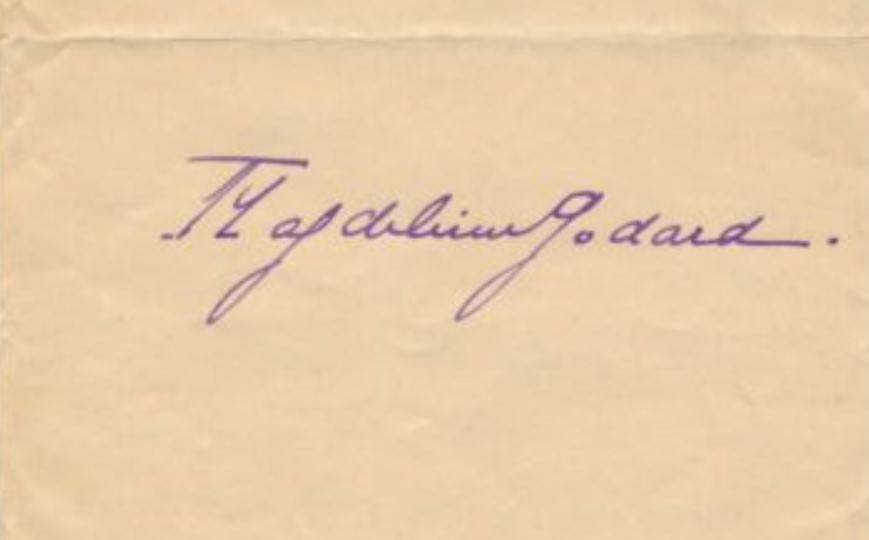
Autografo di Magdeleine Godard

Magdeleine Godard (Parigi, 8 novembre 1860 – Parigi, 20 agosto 1940) è stata una violinista e docente francese.

## Biografia
Magdeleine Laura Augusta Godard è stata una violinista e insegnante francese. 
Il padre di Magdeleine, Auguste Godard, era un commerciante nonché un eccellente musicista dilettante. Magdeleine e suo fratello, Benjamin Godard, presero lezioni di violino da Richard Hammer e più tardi da Henri Vieuxtemps. Magdeleine fu anche allieva di Joseph Massart al Conservatorio nazionale di Parigi dal 1876 al 1879, dove ottenne un second accessit. 
Nel 1875 apparve per la prima volta sul palco con suo fratello Benjamin, compositore e violinista. Dopo la morte di Benjamin nel 1895, Magdeleine si dedicò a promuovere e ad interpretare la sua musica. Magdeleine Godard fu amica di Jules Massenet, Charles Gounod, e Camille Saint-Saëns con il quale trattenne un'abbondante corrispondenza. 
Magdeleine Godard diede numerosi concerti sia in Francia che all’estero, ma rimane più conosciuta come insegnante di violino. 
Fu insignita del titolo di Officier de l’instruction publique (1895) e fu premiata con la Médaille de la reconnaissance française. Nel 1925, fu nominata Chevalier de la Légion d’honneur.
Gaston Lemaire le dedicò Andante religioso per violino e pianoforte e Cécile Chaminade le dedicò il primo di 2 Morceaux per pianoforte op. 27. Le impressioni e il giudizio penetrante di Maurice Clerjot danno un'idea delle qualità artistiche e di alcune particolarità strumentali di Magdeleine Godard:
(M. Clerjot)

## Scritti
- Lettres de Magdeleine Godard à Camille Saint-Saëns (1893)
- Lettre de Magdeleine Godard à Monsieur Jean-Baptiste Wekerlin